# Cementerio de Santa María de los Ángeles
El Cementerio de Santa María de los Ángeles fue un camposanto ubicado en Guadalajara, Jalisco, México. El ingreso principal se encontraba en calle San Carlos 149 (hoy avenida 5 de Febrero 149), en el Sector Reforma.
El panteón fue proyectado por fray Sebastián Aparicio Ortega, y fue inaugurado con urgencia el 2 de noviembrfe de 1829 por el padre Híjar, guardián del Convento de San Francisco de Asís en Guadalajara, a causa de la epidemia de cólera que afectaba a la ciudad.
Las tapias perimetrales estaban por calle San Carlos (hoy 5 de Febrero, Sur), San José (hoy calle Analco, Este), Los Ángeles (Norte) y Prolongación Corona (actualmente avenida Dr. Roberto Michel, Oeste).
En 1926 dio comienzo la demolición del panteón, para construir en esos terrenos el Estadio Municipal de Guadalajara. 